# Isoken Ogiemwonyi
Isoken Ogiemwonyi est une créatrice de mode nigériane ayant notamment développé un évènement mensuel autour de la mode à Lagos. En 2013, The Guardian la place parmi les 25 femmes les plus influentes d'Afrique.